# Neuwaldegg
Neuwaldegg (IPA: [nɔɪval'dɛk]) war bis Ende 1891 eine eigenständige Gemeinde und ist heute ein Stadtteil Wiens im 17. Wiener Gemeindebezirk Hernals sowie eine der 89 Wiener Katastralgemeinden.

## Geographie
Neuwaldegg liegt nordwestlich des Bezirksteils Dornbach, im Wienerwald an der Grenze zu Niederösterreich. Im Südwesten grenzt Neuwaldegg am Heuberg und im Schottenwald an Hadersdorf-Weidlingau im Gemeindebezirk Penzing, im Nordosten, beim Dreimarkstein, an Salmannsdorf im Gemeindebezirk Döbling und im Osten, am Schafberg und Michaelerberg an Neustift am Walde und Pötzleinsdorf im Gemeindebezirk Währing. Die Katastralgemeinde Neuwaldegg nimmt eine Fläche von 385,91 Hektar ein. Der Grenzverlauf des drei Zählsprengel umfassenden statistischen Zählbezirks Neuwaldegg unterscheidet sich von jenem der Katastralgemeinde.
Nachbarortslagen, -bezirksteile und -katastralgemeinden:
| Weidlingbach (O u. KG, Gem. Klosterneuburg, Bez. Tulln, NÖ) |                                             | Salmannsdorf (BT u. KG, 19. Döbling)                                            |
|                                                             | Kompassrose, die auf Nachbargemeinden zeigt | Neustift am Walde (BT u. KG, 18. Währing) Pötzleinsdorf (BT u. KG, 18. Währing) |
| Hadersdorf-Weidlingau (BT, KG Hadersorf, 14. Penzing)       |                                             | Dornbach (BT u. KG)                                                             |

## Geschichte
Neuwaldegg wurde erst relativ spät gegründet. Nach dem Ende der ersten Wiener Türkenbelagerung erwarb der Kaiserliche Rat Stefan Agler eine Hof- und Teuchstatt mit angrenzendem öden Gartengrund in einem Gebiet, das zuvor Ober-Dornbach, Ober-Aigen oder Oberes Gut genannt worden war. 1530 erlaubte man ihm auch die Besiedelung des Gartengrundes. Agler selbst gab seinem Besitz den Namen Neuwaldegger Hof, der 1537 von Ferdinand I. zum Edelmannsitz erhoben wurde. Agler selbst wurde zum Ritter gemacht und erhielt 1539 den Titel Edler zu Paumgarten und Neuwaldegg. In der Folge verfügte Agler auch über die Gerichtsbarkeit innerhalb seines Burgfriedens. Das Gut Aglers wurde immer mehr erweitert. 
Das spätere Schloss Neuwaldegg wurde von Graf Theodor von Strattmann 1692–1706 errichtet, allerdings nicht am Platz des früheren Hofes, sondern an seinem heutigen Platz. 1765, wurde der Besitz von Feldmarschall Franz Moritz Graf von Lacy, einem Freund Josephs II., erworben. Dieser vergrößerte den Besitz und ließ einen englischen Landschaftsgarten anlegen, an dessen höchstem Punkt er 17 Schilfrohrhütten errichten ließ. Die prächtig ausgestatteten Hütten, in denen allerlei Lustbarkeiten stattfanden, wurden mit gedeckten Gängen verbunden und in der Folge Hameau (Dörfchen) genannt. Des Weiteren ließ der Graf im Park 1794 für sich ein Mausoleum erbauen, in dem er 1801 beigesetzt wurde. Sein Besitz ging auf die Familie Schwarzenberg über, die jedoch nach und nach die Kunstschätze aus Neuwaldegg auf ihre Güter in Böhmisch Krumau überführen ließ. Der ehemalige Neuwaldegger Park bekam dadurch den Namen Schwarzenbergpark.
Nach der Eingemeindung der Vorstädte Wiens im Jahr 1850 begann in den 1870er Jahren die Diskussion über die Eingemeindung der Vororte. Fast alle Vororte waren jedoch gegen den Vorschlag. Nach dem Wunsch Kaiser Franz Josephs in einer Rede 1888 beschloss der niederösterreichische Landesausschuss jedoch die Vereinigung Wiens mit den Vororten. Ein entsprechendes Gesetz trat am 1. Jänner 1892 in Kraft und vereinte Neuwaldegg, Dornbach und Hernals zum 17. Wiener Gemeindebezirk Hernals. Neuwaldegg war zu diesem Zeitpunkt ein kleines, verschlafenes Dorf mit nur 355 Einwohnern.
Der Park und Schloss in Neuwaldegg verfielen über die Jahre. 1951 erwarb schließlich die Erzdiözese Wien das Schloss Neuwaldegg, das sich heute in Privatbesitz befindet. Der Schwarzenbergpark wurde wiederum 1958 von der Stadt Wien erworben und steht heute der Öffentlichkeit zur Verfügung.

## Sehenswürdigkeiten
Der Bereich Neuwaldegger Straße / Artariastraße und der Bereich um das Schloss werden von der Stadt Wien als bauliche Schutzzone zusammengefasst.
Von besonderer Bedeutung in Neuwaldegg sind das Schloss Neuwaldegg und der Schwarzenbergpark, der erste Landschaftsgarten Österreichs. Auf der Neuwaldegger Straße ist die ehemalige Artaria-Villa (heute ein Studentenheim) von Bedeutung. Im Wienerwald, an der Stadtgrenze liegt das Hameau, eine ehemalige Ansiedlung mit Wirtshaus, von der nur noch eine Hütte enthalten ist.

Sehenswürdigkeiten
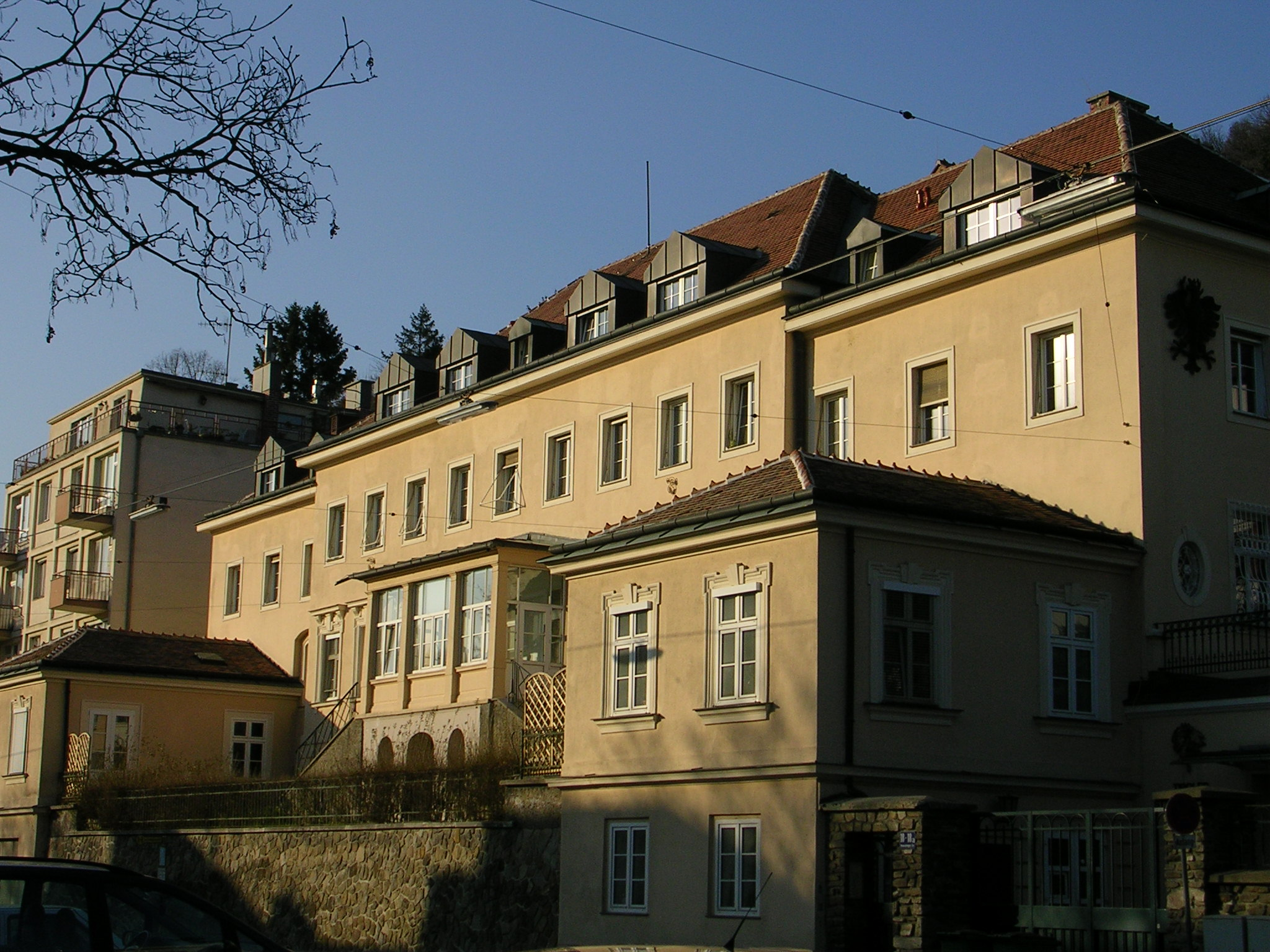
Artariavilla, Neuwaldegger Straße
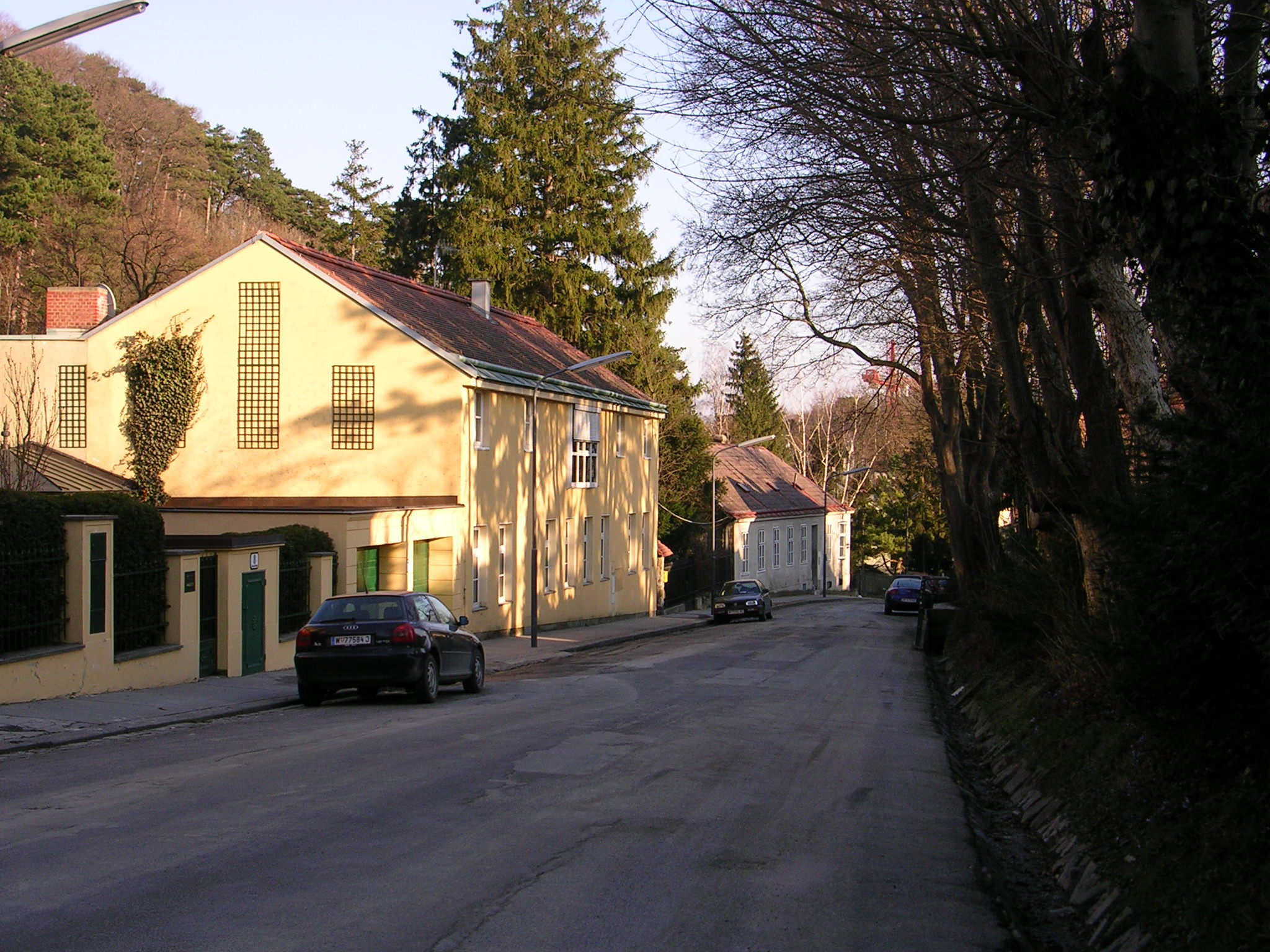
Artariastraße
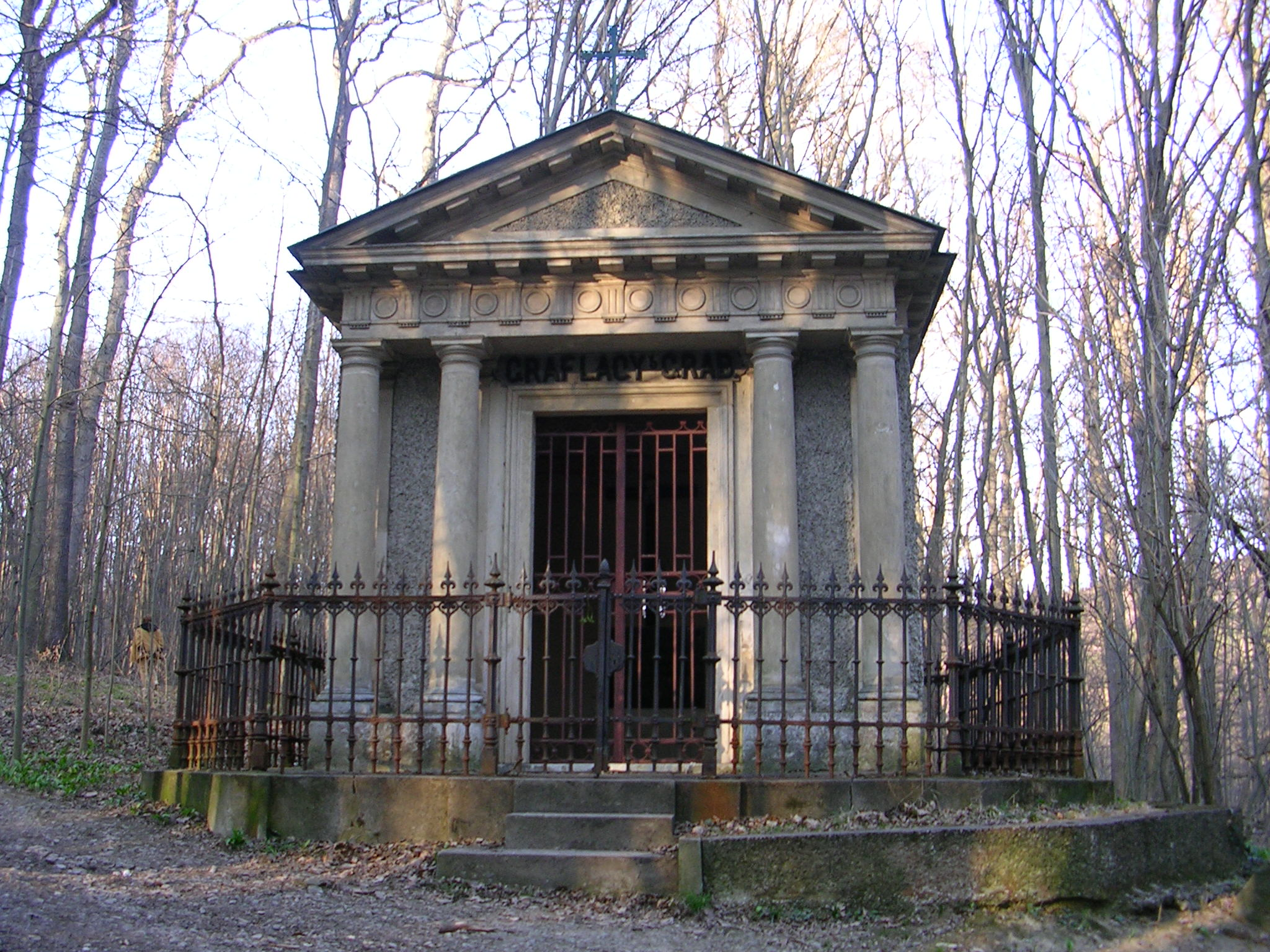
Lacy-Grabmal im Schwarzenbergpark

## Persönlichkeiten
- Max Nettlau (1865–1944), deutscher Historiker
- Carl Siegel (1872–1943), Mathematiker und Philosoph, Hochschullehrer
- Lona von Zamboni (1876–1945), Bildhauerin
- Margarethe Stonborough-Wittgenstein (1882–1958), Schwester des Philosophen Ludwig Wittgenstein

## Trivia
Die Käferart Mordellistena neuwaldeggiana wurde nach dem Fundort Neuwaldegg benannt.